# Thau (rivière)
Pour les articles homonymes, voir Thau et Tau (homonymie).
La Thau ou la Tau est une rivière de l'Ouest de la France, dans le département de Maine-et-Loire, en région Pays de la Loire, et affluent de la Loire en rive gauche.

## Géographie
Elle prend sa source à Montjean-sur-Loire en Maine-et-Loire, prend une direction Ouest en longeant la Loire sur les communes de Montjean-sur-Loire, Le Mesnil-en-Vallée, Saint-Laurent-du-Mottay et Saint-Florent-le-Vieil. Elle se jette dans la Loire au Pont de Vallée à Saint-Florent-le-Vieil après un cours de 12,7 km ponctué de nombreux plans d'eau.